# Cantone di Alfredo Baquerizo Moreno
Il Cantone di Alfredo Baquerizo Moreno (detto anche Cantone di Jujan) è un cantone dell'Ecuador che si trova nella Provincia del Guayas.
Il capoluogo del cantone è Alfredo Baquerizo Moreno.